# Funisciurus bayonii
Funisciurus bayonii là một loài động vật có vú trong họ Sóc, bộ Gặm nhấm. Loài này được Bocage mô tả năm 1890.

## Phân bố
Loài này phân bố ở Angola và Cộng hòa Dân chủ Congo.